# Oljas Kerimjanov
Olžas Bakytzhanuly Kerimžanov (in kazako Олжас Бақытжанұлы Керімжанов?; Asa, 16 maggio 1989) è un calciatore kazako, difensore dell'Atyrau.

## Carriera

### Club
Ha giocato nella prima divisione kazaka.

### Nazionale
Tra il 2019 ed il 2020 ha giocato complessivamente 5 partite nella nazionale kazaka (una partita di qualificazione agli Europei, tre partite di UEFA Nations League ed un incontro amichevole).

## Statistiche

### Cronologia presenze e reti in nazionale
| Cronologia completa delle presenze e delle reti in nazionale ― Kazakistan | Cronologia completa delle presenze e delle reti in nazionale ― Kazakistan | Cronologia completa delle presenze e delle reti in nazionale ― Kazakistan | Cronologia completa delle presenze e delle reti in nazionale ― Kazakistan | Cronologia completa delle presenze e delle reti in nazionale ― Kazakistan | Cronologia completa delle presenze e delle reti in nazionale ― Kazakistan | Cronologia completa delle presenze e delle reti in nazionale ― Kazakistan | Cronologia completa delle presenze e delle reti in nazionale ― Kazakistan |
| Data                                                                      | Città                                                                     | In casa                                                                   | Risultato                                                                 | Ospiti                                                                    | Competizione                                                              | Reti                                                                      | Note                                                                      |
| ------------------------------------------------------------------------- | ------------------------------------------------------------------------- | ------------------------------------------------------------------------- | ------------------------------------------------------------------------- | ------------------------------------------------------------------------- | ------------------------------------------------------------------------- | ------------------------------------------------------------------------- | ------------------------------------------------------------------------- |
| 13-10-2019                                                                | Astana                                                                    | Kazakistan                                                                | 0 – 2                                                                     | Belgio                                                                    | Qual. Euro 2020                                                           | -                                                                         |                                                                           |
| 11-10-2020                                                                | Almaty                                                                    | Kazakistan                                                                | 0 – 0                                                                     | Albania                                                                   | UEFA Nations League 2020-2021 - 1º turno                                  | -                                                                         |                                                                           |
| 14-10-2020                                                                | Minsk                                                                     | Bielorussia                                                               | 2 – 0                                                                     | Kazakistan                                                                | UEFA Nations League 2020-2021 - 1º turno                                  | -                                                                         |                                                                           |
| 11-11-2020                                                                | Podgorica                                                                 | Montenegro                                                                | 0 – 0                                                                     | Kazakistan                                                                | Amichevole                                                                | -                                                                         | 22’                                                                       |
| 15-11-2020                                                                | Tirana                                                                    | Albania                                                                   | 3 – 1                                                                     | Kazakistan                                                                | UEFA Nations League 2020-2021 - 1º turno                                  | -                                                                         | 46’                                                                       |
| Totale                                                                    |                                                                           | Presenze                                                                  | 5                                                                         |                                                                           | Reti                                                                      | 0                                                                         |                                                                           |

## Palmarès

### Club

#### Competizioni nazionali
- Birinşi Lïga: 1

Jetisý: 2017